# Xestoblatta annulicornis
Xestoblatta annulicornis är en kackerlacksart som först beskrevs av Henri Saussure och Leo Zehntner 1893.  Xestoblatta annulicornis ingår i släktet Xestoblatta och familjen småkackerlackor.
Artens utbredningsområde är Guatemala. Inga underarter finns listade i Catalogue of Life.